# آنجلا کانگ
آنجلا کانگ (به انگلیسی: Angela Kang؛ زادهٔ ۲۳ مارس ۱۹۷۶) یک نویسنده تلویزیون اهل آمریکا است که بیشتر برای نویسندگی و شورانری مردگان متحرک (۲۰۱۷–۲۰۲۲) شناخته می‌شود.